# Werkowo
Werkowo – wieś w Polsce położona w województwie wielkopolskim, w powiecie wągrowieckim, w gminie Wągrowiec.
W latach 1975–1998 miejscowość administracyjnie należała do województwa pilskiego.
- Werkowo, [w:] Słownik geograficzny Królestwa Polskiego, t. XIII: Warmbrun – Worowo, Warszawa 1893, s. 232.